# Antonio Miguel Sivera Peris
Antonio Miguel Sivera Peris (Gandía, España, 13 de abril de 1978), más conocido como Antoni Sivera o simplemente Toni Sivera, es un exfutbolista español y andorrano que jugaba de mediocentro.

## Trayectoria
Nacido en Gandía, criado en Benidoleig, se trasladó a vivir a Andorra con 12 años. Allí se integró en la academia de fútbol recién creada por la Federación Andorrana de Fútbol en colaboración con el F. C. Barcelona dirigida por el canario Manuel Rodríguez "Tonono" con el objetivo de crear estructuras de fútbol profesionalizadas en el país pirenaico.
Tras 5 años en el fútbol formativo de Andorra, en la temporada 1995-96 fichó por el Elche C. F. para jugar su último año juvenil en División de Honor siendo el capitán de ese equipo Benja Belmar.
En la temporada 1996-97 regresó a Andorra donde jugó en el filial del F. C. Andorra en Primera Catalana, y en la temporada 1997-98 se convirtió en jugador del primer equipo en la Segunda División B española. Hizo su debut en la jornada 1, el 31 de agosto de 1997, contra el Sóller en el Estadi Comunal, compartiendo once titular con jugadores con los que luego compartiría selección como Koldo Álvarez, Ildefons Lima, Lucendo, Emiliano o Juli Sánchez.
Tras dos temporadas en el Futbol Club Andorra en las que fue un fijo en el once titular, fichó por el Constel·lació Esportiva de Primera División donde fue pieza clave de una temporada histórica con doblete, ganando al FC Encamp por 6-0 en la final de la Copa Constitució y la liga, lo que permitió al club clasificarse en la Copa de la UEFA de la temporada 2000-01.
Posteriormente jugó 6 temporadas en el Santa Coloma donde disputó tres temporadas la Copa de la UEFA, en las tres cayendo en primera ronda contra Partizán de Belgrado serbio, Esbjerg fB danés y Modriča bosnio. En el fútbol andorrano, entre Constel·lació y Santa Coloma, obtuvo un palmarés de 4 ligas, 6 copas y una supercopa.
También jugó en el fútbol francés en el Luzenac AP del Championnat National 2 y puso fin a su trayectoria como jugador con 30 años en Regional Preferente en el Club Deportivo El Campello y Calpe Club de Fútbol.

## Clubes
| Club                        | País    | Año     |
| --------------------------- | ------- | ------- |
| F. C. Andorra B             | Andorra | 1996-97 |
| F. C. Andorra               | Andorra | 1997-99 |
| Constel·lació Esportiva     | Andorra | 1999-00 |
| F. C. Santa Coloma          | Andorra | 2000-05 |
| Luzenac AP                  | Francia | 2005-06 |
| F. C. Santa Coloma          | Andorra | 2006-07 |
| C. D. El Campello           | España  | 2007-08 |
| Calpe C. F.                 | España  | 2008-09 |
| U. E. Gimnàstic Sant Vicent | España  | 2024-25 |

## Selección nacional
Toni Sivera fue internacional en categorías inferiores y absoluto con Andorra. Debutó con la absoluta el 14 de abril de 2004 contra China en partido amistoso con el resultado de empate a cero. Jugó un total de 24 partidos, todos como titular salvo el último, el 20 de agosto de 2008, contra Kazajistán en el Estadio Central de Almaty, que salió sustituyendo a Juan Carlos Toscano en partido clasificatorio para la Copa Mundial de la FIFA Sudáfrica 2010.
Toni jugó los 90 minutos del histórico partido del 13 de octubre de 2004 contra Macedonia, de clasificación del Mundial de Alemania 2006, donde Andorra logró la primera victoria oficial en su historia, con el resultado de 1-0 con gol de Marc Bernaus.
| Años    | Selección | Partidos | Goles |
| ------- | --------- | -------- | ----- |
| 2004-08 | Andorra   | 24       | 0     |

## Palmarés
| Título                      | Club                    | País    | Año     |
| --------------------------- | ----------------------- | ------- | ------- |
| Copa Constitució            | Constel·lació Esportiva | Andorra | 1999-00 |
| Primera División de Andorra | Constel·lació Esportiva | Andorra | 1999-00 |
| Copa Constitució            | FC Santa Coloma         | Andorra | 2000-01 |
| Primera División de Andorra | FC Santa Coloma         | Andorra | 2000-01 |
| Copa Constitució            | FC Santa Coloma         | Andorra | 2002-03 |
| Primera División de Andorra | FC Santa Coloma         | Andorra | 2002-03 |
| Supercopa de Andorra        | FC Santa Coloma         | Andorra | 2003-04 |
| Copa Constitució            | FC Santa Coloma         | Andorra | 2003-04 |
| Primera División de Andorra | FC Santa Coloma         | Andorra | 2003-04 |
| Copa Constitució            | FC Santa Coloma         | Andorra | 2004-05 |
| Copa Constitució            | FC Santa Coloma         | Andorra | 2006-07 |